# Nepytia janetae
Nepytia janetae là một loài bướm đêm trong họ Geometridae.